# Earthling (groupe)
Pour les articles homonymes, voir Earthling.
Earthling est un groupe de trip hop originaire de Bristol, Royaume-Uni. Il sort son premier LP en 1995, Radar, dans la foulée de Maxinquaye (Tricky, 1995 également) et de Dummy (Portishead, 1994). Deux ans après, sa maison de disques refuse son nouvel album, jugé trop sombre, et le groupe implose.
9 ans ont passé et Discograph a l'idée de sortir Humandust. Torturé et tribal, ses 11 titres sont fidèles au Earhling de "Radar" mais ils présentent la Dark side of the moon du groupe.
Radar est considéré comme un album phare du trip-hop.

## Membres
- Mau (rappeur),
- Tim Saul,
- Andy Keep.

## Discographie
- 1995 : Radar (Chrysalis)
- 1997 : Humandust  (Discograph)
- 2010 : Insomniacs' Ball